# Adelajda Brunszwicka
Adelajda-Irena Brunszwicka (ur. ok. 1293, zm. 16/17 sierpnia 1324 w Rodosto) – żona cesarza bizantyńskiego Andronika III Paleologa w latach 1321-1324. 

## Życiorys
Była córką Henryka Brunszwickiego i Agnieszki z Turyngii. Jej ślub z następca tronu bizantyńskiego odbył się w 1318. Urodziła jedynego syna po 4 latach małżeństwa, licząc sobie 28 lat. Dziecko żyło 8 miesięcy. Adelajda zmarła w wieku 31 lat, przeżywszy w Bizancjum 7 lat. Po śmierci księżniczki brunszwickiej w 1324 roku Andronik III Paleolog pojął za żonę Annę, córkę hrabiego Sabaudii. 